# Beholder
Il beholder, conosciuto anche come occhio tiranno, è un mostro del gioco di ruolo Dungeons & Dragons.
Il beholder è stato introdotto nel gioco nel suo primo supplemento, Greyhawk (1976), dov'è rappresentato sulla copertina. I supplementi per Advanced Dungeons & Dragons Seconda Edizione, specialmente quelli per l'ambientazione Spelljammer, hanno aggiunto ulteriori dettagli riguardo all'habitat, alla cultura e alla società di queste classiche creature.

## Descrizione
Classificato come "Aberrazione" nel Manuale dei Mostri per D&D Terza e Quarta Edizione, il beholder appare, nella sua forma più nota, costituito da un corpo centrale rozzamente sferico, una bocca irta di denti e un grande occhio; dal corpo poi si dipartono alcuni corti tentacoli terminanti in occhi più piccoli, ciascuno capace di lanciare un raggio magico con un diverso effetto. Anche l'occhio centrale è capace di emanare un raggio, il cui effetto cambia a seconda del tipo.
I beholder sono in grado di levitare grazie ad un gas più leggero dell'aria imprigionato in una cavità del loro corpo.

## Società
Nonostante l'aspetto disumano, i beholder sono molto intelligenti e per questo estremamente pericolosi. Vivono in gruppi organizzati dove la xenofobia è piuttosto radicata: è sufficiente una minima differenza morfologica per essere scacciati dalla comunità o ridotti in schiavitù. Per questo motivo, i beholder disprezzano tutte le altre creature e generalmente le uccidono o le schiavizzano. La comunità, che di solito vive sottoterra, è comandata dalle Madri, ovvero beholder straordinariamente potenti. I beholder venerano una dea conosciuta come la Grande madre, che risiede nel sesto strato dell'Abisso, uno dei piani di esistenza.
Se un beholder desiderasse praticare la magia come un mago – possibile, data la grande intelligenza di queste creature – dovrebbe necessariamente cavarsi l'occhio centrale che genera il campo anti-magia; questo, però, lo renderebbe un reietto per la sua comunità.

## Tipi di Beholder
Il beholder più comune ha un diametro di circa 2,4 metri con 10 tentacoli provvisti di occhi.
L'occhio centrale emette continuamente un raggio che genera l'effetto di un campo anti-magia su una superficie pari ad un cono di 45 metri di lunghezza.
I raggi degli occhi dei tentacoli hanno invece l'effetto degli incantesimi Charme su mostri, Charme su persone, Disintegrazione, Paura, Dito della Morte, Carne in pietra, Infliggi ferite moderate, Sonno, Lentezza e Telecinesi.
Una varietà più piccola è il Gauth; misura circa 1,2 metri di diametro e ha solo 6 tentacoli oculari.
L'occhio centrale è in grado di stordire, mentre l'effetto degli altri raggi è l'equivalente degli incantesimi Sonno, Infliggi Ferite Moderate, Raggio Rovente, Paralisi, Esaurimento, Dissolvi Magie.
Alcuni tipi di beholder, fra i più pericolosi, sono non morti, in particolare i fantasmi dei beholder, chiamati "sfere della morte", diffusi nel piano materiale di Faerûn.
Il tipo di Beholder più debole, chiamato Spettatore, compare nel manuale dei mostri della seconda e quinta edizione. Gli Spettatori sono di allineamento Legale Neutrale e vengono evocati dai maghi per fare da guardia ai loro tesori.